# 哈里里 (喀山)
哈里里（？—1467年），喀山汗國可汗，他是馬赫第提克長子，他在父親死後即位，在位時期是1463-1467年(另一說法是1466-67年)。
關於他在世時的信息是有限的，因為韃靼人這時侯缺乏書寫的系統。
他死後傳位兄弟易卜拉欣汗。
| 前任者： 馬赫第提克 | 喀山汗國君主 1466年–1467年 | 繼任者： 易卜拉欣汗 |